# Sant Julià de les Alzinetes
Sant Julià de les Alzinetes és un temple al terme municipal de Jorba (Anoia) inclosa a l'Inventari del Patrimoni Arquitectònic de Catalunya. Capella de planta rectangular, de 7,5x5m.; les parets tenen un gruix d'uns 0,60m. Portal amb dovelles a ponent. Té un campanar de cadireta damunt del portal, construït amb carreus ben tallats. La coberta és a base de teula àrab i els murs són de carreus no molt treballats amb morter de calç. Restà abandonada durant més de quatre centúries, però el 1970 fou inaugurada la restauració a càrrec de Josep Gudayol i Mn. Ignasi M. Colomer. La volta s'esfondrà a mitjan segle xvi. És un tipus de construcció típica del segle xvi, però segons Mn. Ignasi M. Colomer consta que l'any 1345 existia una capella denominada a la documentació "Sancti Juliani de Villa sicha". Segons Mn. Ignasi Mª Colomer consta que l'any 1345 és esmentada en la documentació per aquest lloc una capella "Sancti Juliani de Villa sicha". Un document corresponent a l'any 1517 esmentada la capella "heremitne Sancti Juliani de torranova".
Cal esmentar que el temple resta dins una propietat privada i no és possible la visita per individus externs a la família que la posseeix.